# 체코슬로바키아 제2공화국
체코슬로바키아 제2공화국(체코어:Druhá československá republika, 슬로바키아어: Druhá česko-slovenská republika)은 1938년 뮌헨 협정으로 인해 주데텐란트를 비롯한 체코슬로바키아 제1공화국의 영토 대부분이 나치 독일, 폴란드 제2공화국, 그리고 헝가리로 양도되면서 일시적으로 성립한 정체(政體)이다. 보헤미아, 모라비아, 실레시아의 일부 지역을 영토로 했다.이 협정으로 인해 체코슬로바키아는 많은 영토를 상실했다.
뮌헨 협정으로 제2공화국이 성립한 이후 나치 독일은 외교적으로 체코슬로바키아를 사실상의 종속국으로 여겼고, 체코슬로바키아는 나치 정권의 눈에 거슬리지 않기 위해 공산당 활동을 금지하고 유대인을 공직에서 추방하는 등 정책을 손보기 시작했다. 한편 성립 직후부터 정치적 불안정과 함께 슬로바키아 민족주의가 떠올랐고, 1939년 2월에는 독일 사절들의 설득으로 요제프 티소 등이 슬로바키아 지역의 독립을 선포하기에 이르렀다. 체코 정부가 군대를 보내어 이를 진압하자 나치 독일은 티소에게 독일의 종속국으로서 파시즘 국가인 슬로바키아 공화국을 선포할 것을 사주했고, 티소가 이를 따른 직후 독일군이 체코 지역으로 침공하여 3월 15일 제2공화국을 멸망시키고 보헤미아-모라비아 보호령을 세웠다. 정부 해체 후 고관들은 파리로 망명, 에드바르트 베네시와 합류하여 체코슬로바키아 망명 정부를 세웠다.

## 같이 보기
- 뵈멘-메렌 보호령